# Philipp Herder
Pour les articles homonymes, voir Herder.
Philipp Herder (né le 21 octobre 1992 à Berlin) est un gymnaste artistique allemand.
Il fait partie de la finale à 24 du concours général lors des Championnats du monde 2017.